# هانس أسبر
هانس أسبر هو رسام سويسري، ولد في 1499 في زيورخ في سويسرا، وتوفي بنفس المكان في 21 مارس 1571.

## معرض صور

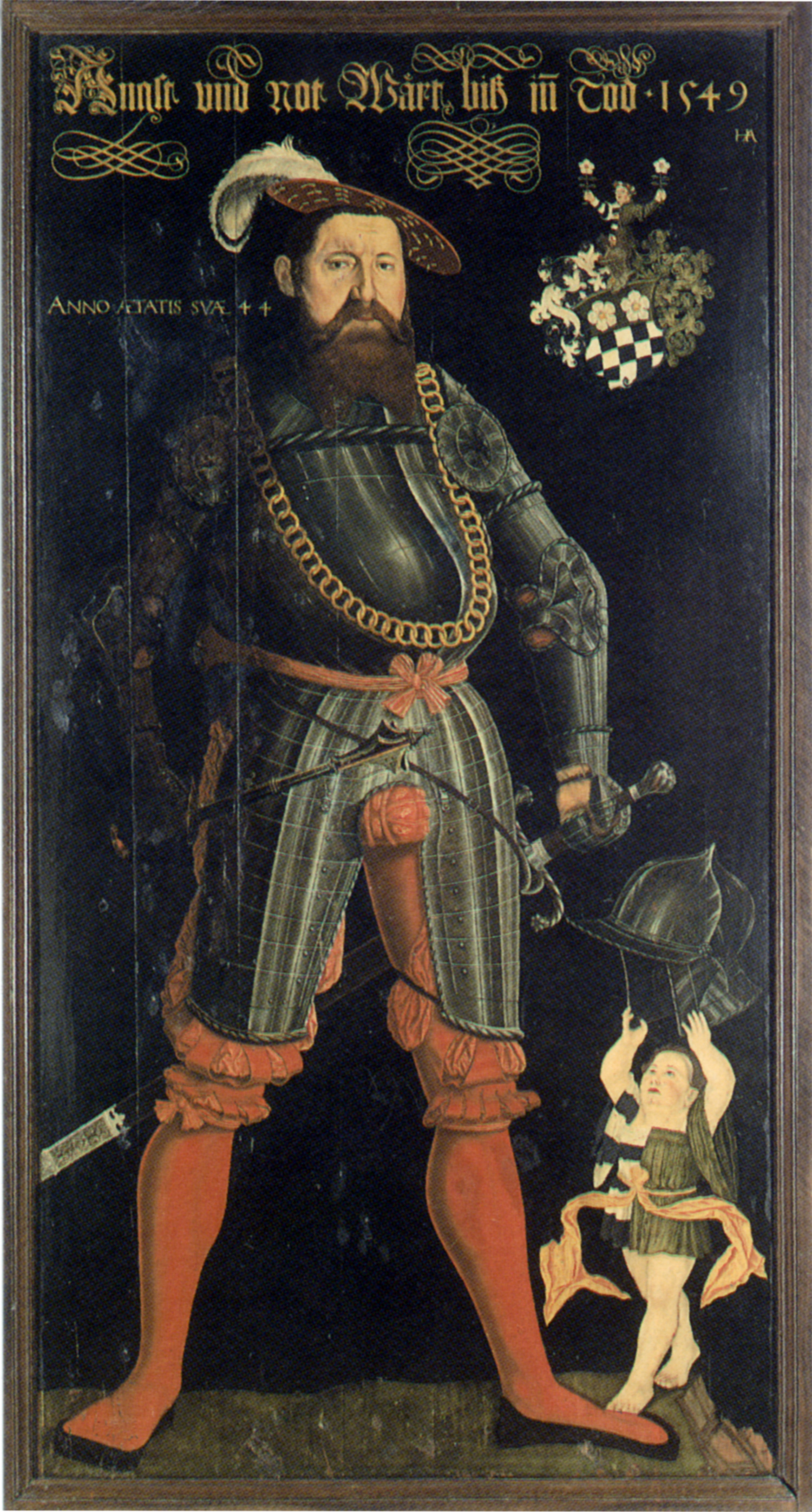
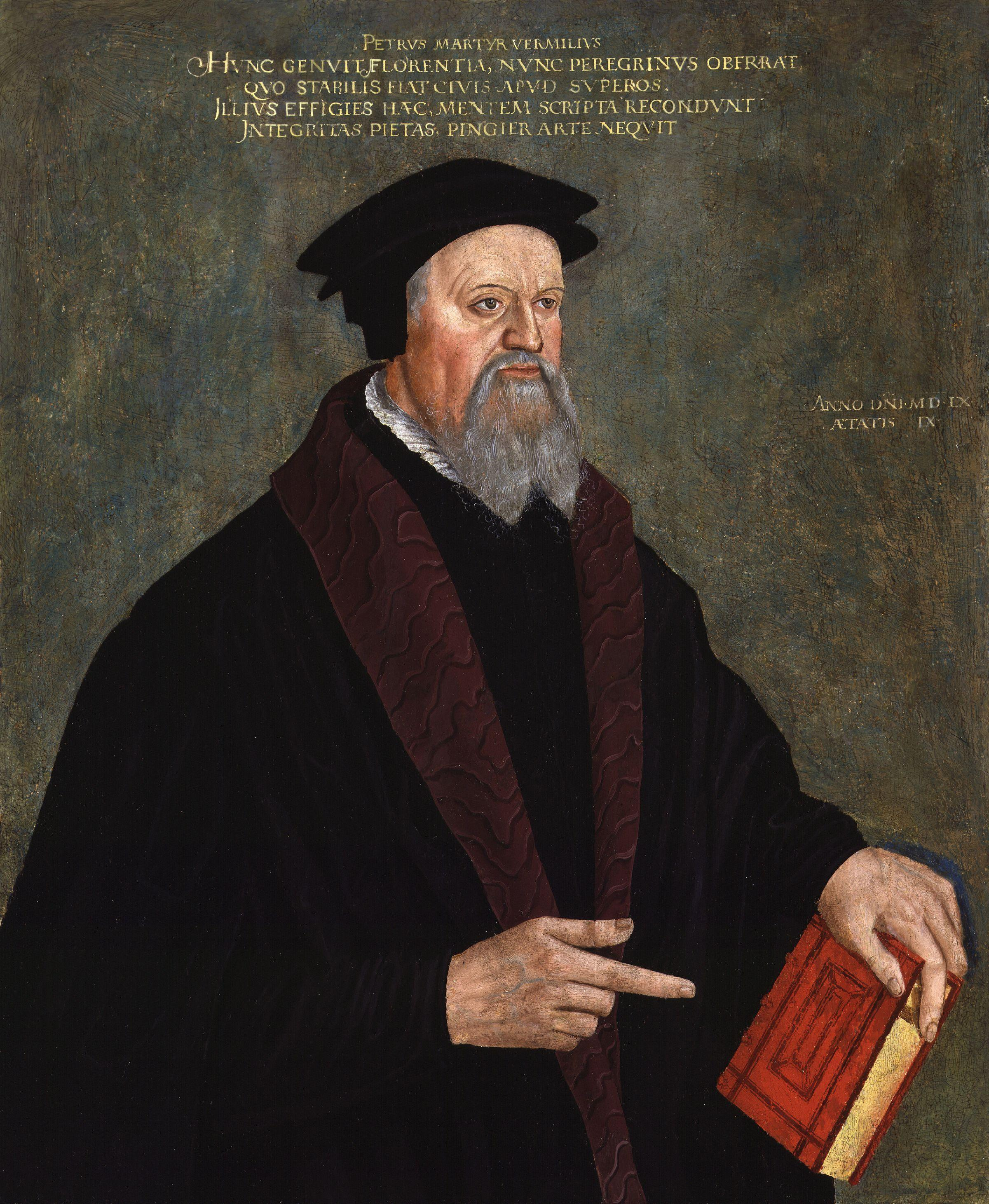
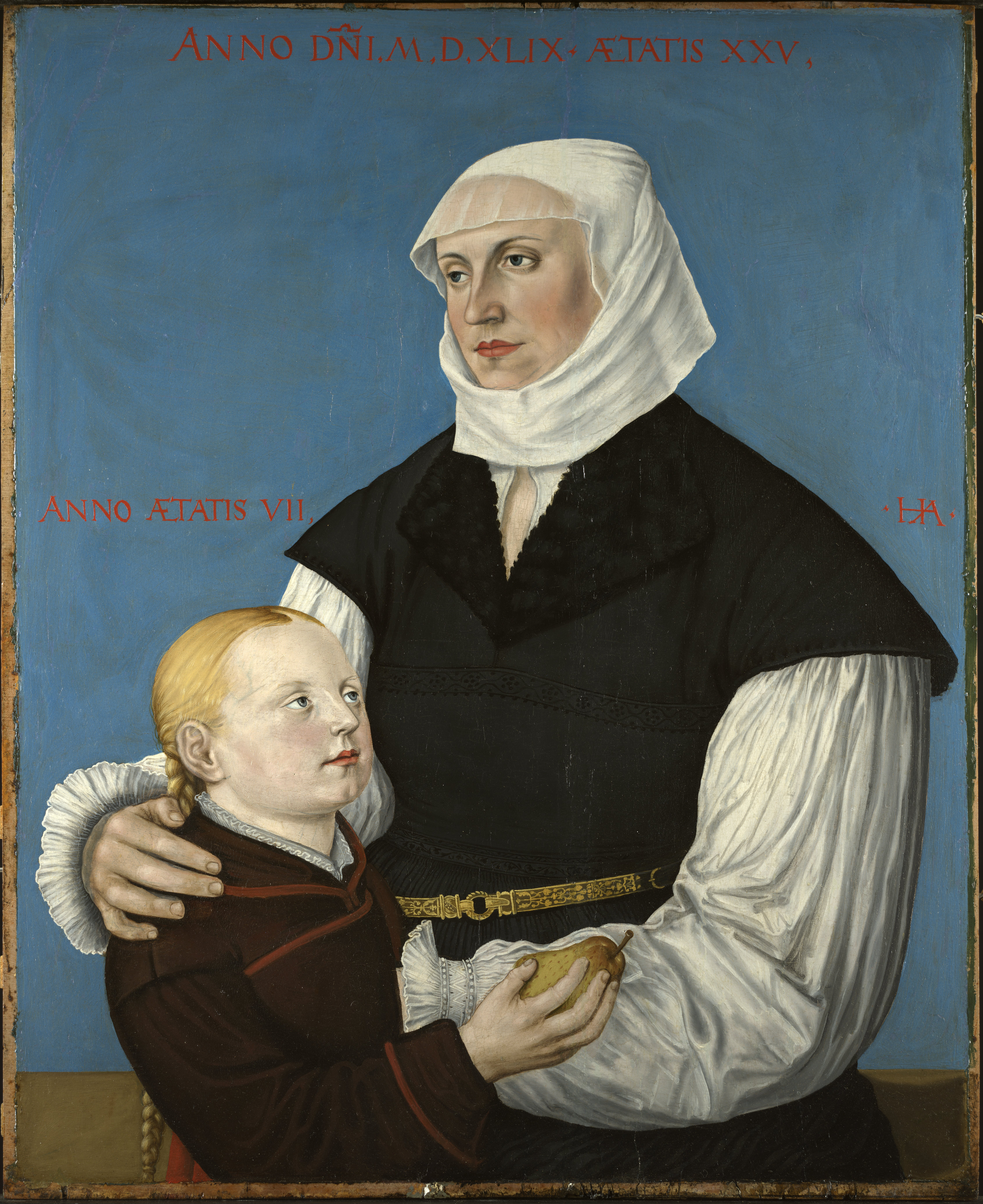
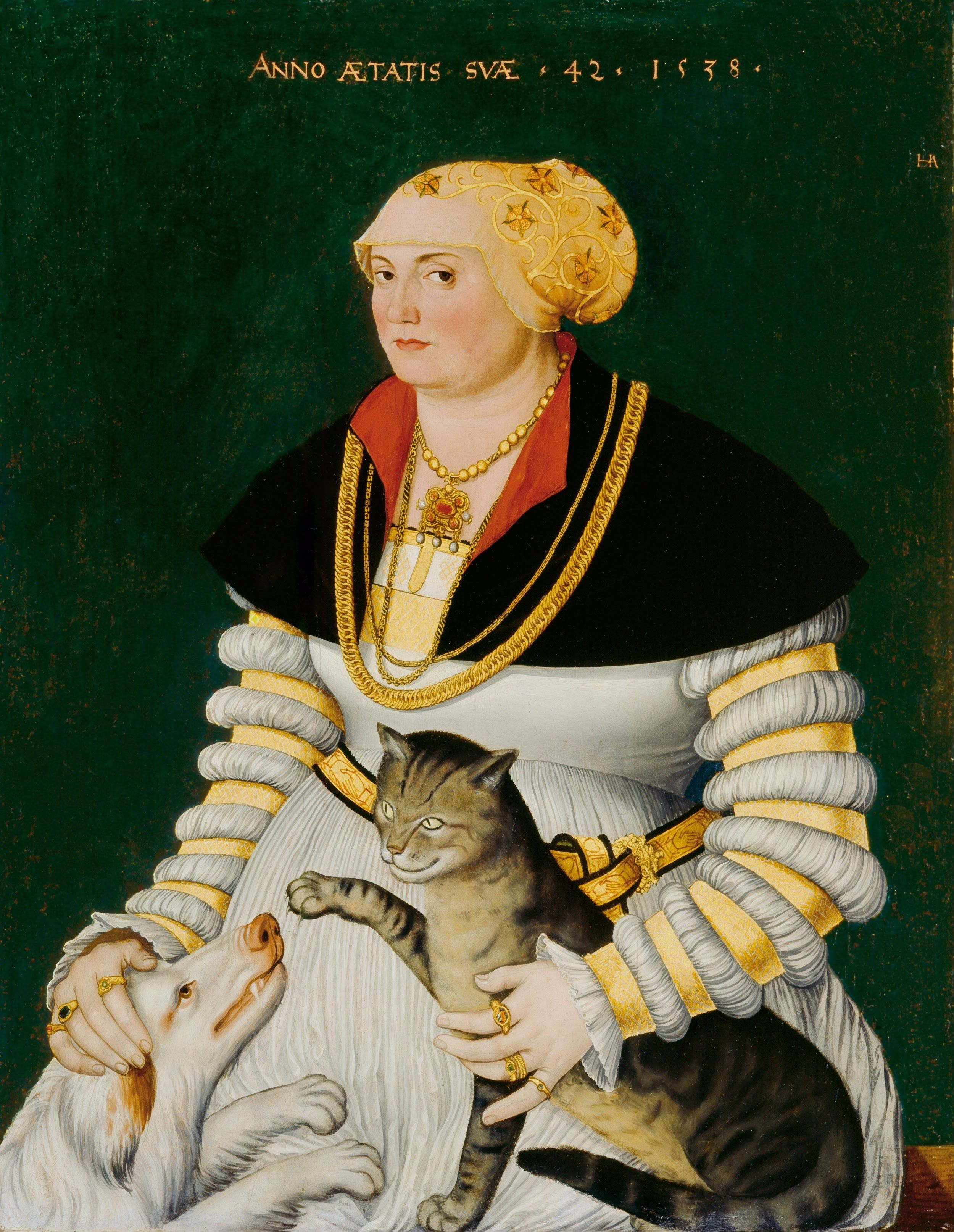
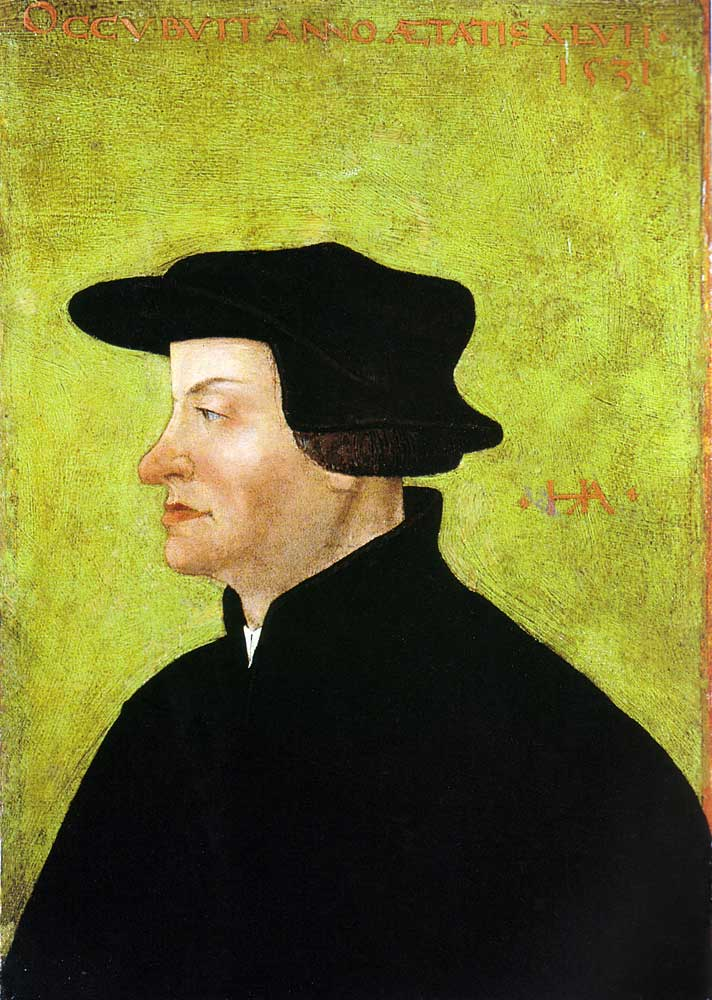
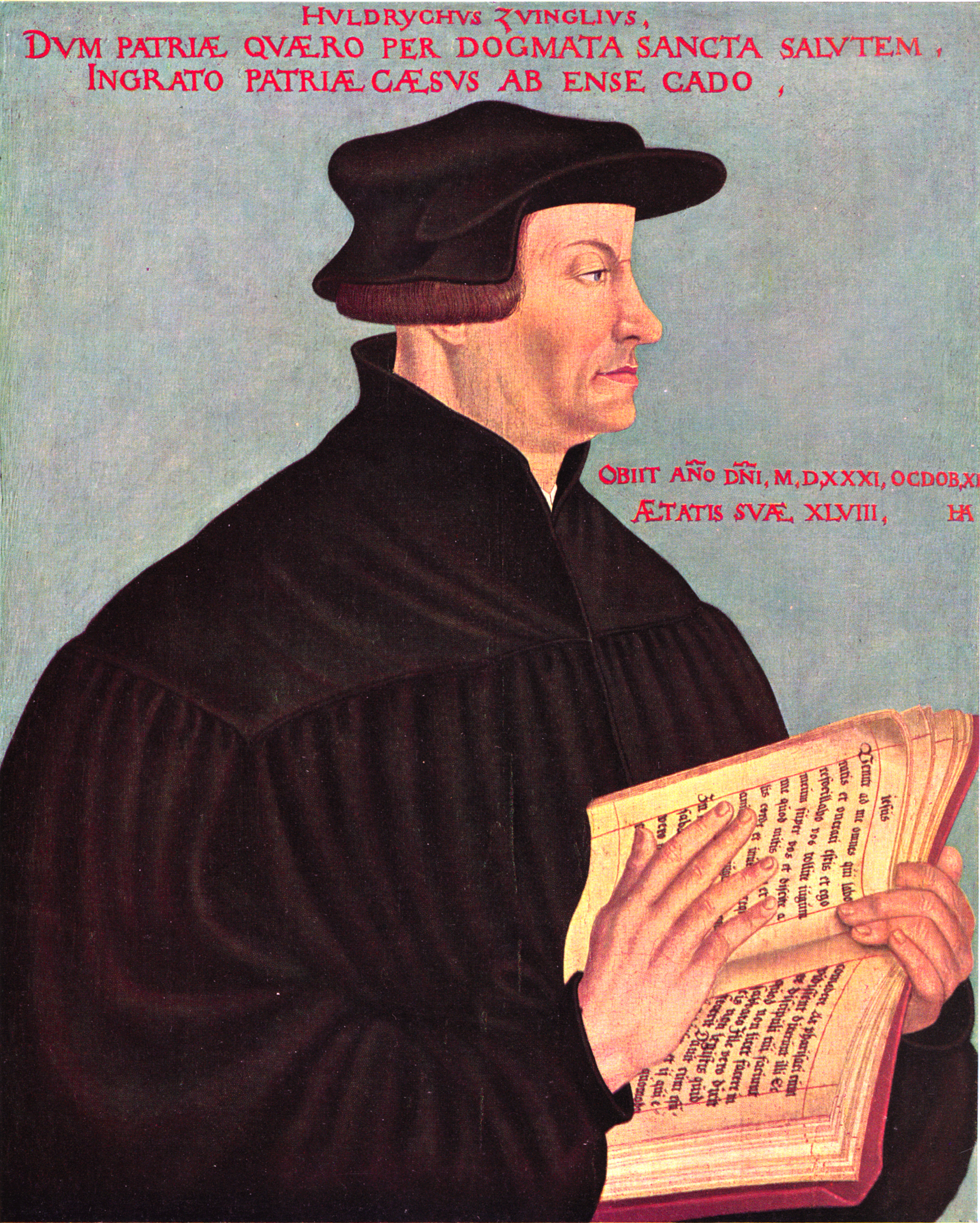